# Porter (Minnesota)
Porter és una població dels Estats Units a l'estat de Minnesota. Segons el cens del 2000 tenia 190 habitants.

## Demografia
Segons el cens del 2000, Porter tenia 190 habitants, 88 habitatges, i 54 famílies. La densitat de població era de 32,9 habitants per km².
Dels 88 habitatges en un 28,4% hi vivien nens de menys de 18 anys, en un 48,9% hi vivien parelles casades, en un 4,5% dones solteres, i en un 38,6% no eren unitats familiars. En el 37,5% dels habitatges hi vivien persones soles el 20,5% de les quals corresponia a persones de 65 anys o més que vivien soles. El nombre mitjà de persones vivint en cada habitatge era de 2,16 i el nombre mitjà de persones que vivien en cada família era de 2,74.
Per edats la població es repartia de la següent manera: un 20,5% tenia menys de 18 anys, un 11,1% entre 18 i 24, un 28,4% entre 25 i 44, un 23,2% de 45 a 60 i un 16,8% 65 anys o més.
L'edat mediana era de 40 anys. Per cada 100 dones de 18 o més anys hi havia 98,7 homes.
La renda mediana per habitatge era de 21.250 $ i la renda mediana per família de 27.000 $. Els homes tenien una renda mediana de 23.875 $ mentre que les dones 21.500 $. La renda per capita de la població era de 12.910 $. Entorn del 17,7% de les famílies i el 18,1% de la població estaven per davall del llindar de pobresa.

## Poblacions més properes
El següent diagrama mostra les poblacions més properes.